# Ajmo žuti (2001.)
Ajmo žuti, hrvatski dugometražni film iz 2001. godine.

## Radnja
Ivek (Slavko Brankov) i Kruno (Žarko Potočnjak) su najbolji prijatelji, obojica strastveni navijači lokalnog zagrebačkog nogometnog kluba. Kada novopečeni bogataš Čabraja (Goran Grgić) s velikim planovima, postane član uprave kluba a kasnije i direktor, dolazi do razdora između prijatelja. Dok je Kruno oduševljen klupskim uspjehom, Ivek je pun nepovjerenja prema Čabraji i njegovom načinu djelovanja. Prijateljstvo između Iveka i Krune ozbiljno je nagriženo.